# Rosenkranz-Basilika (Andacollo)

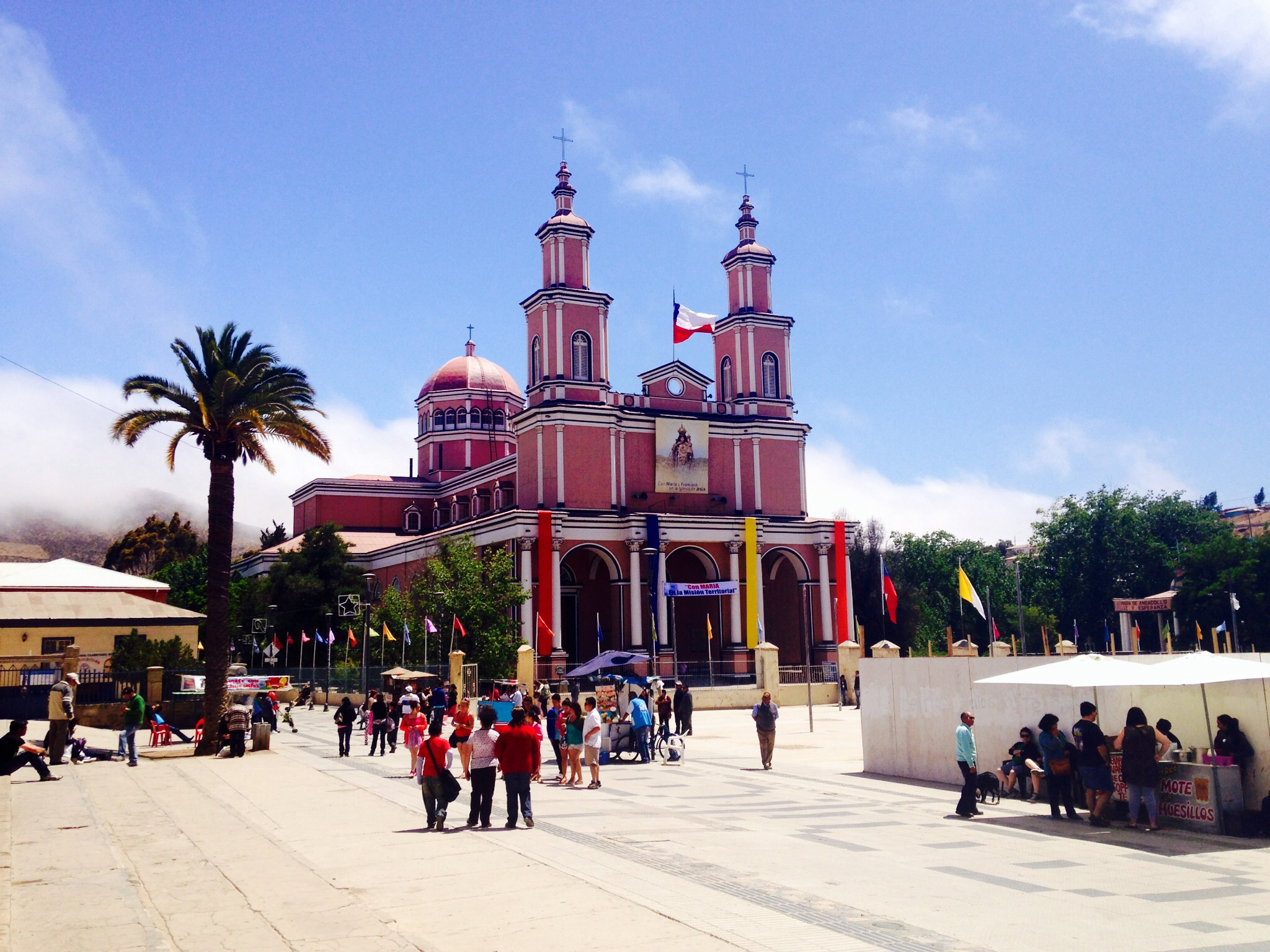
Außenansicht der Basilika

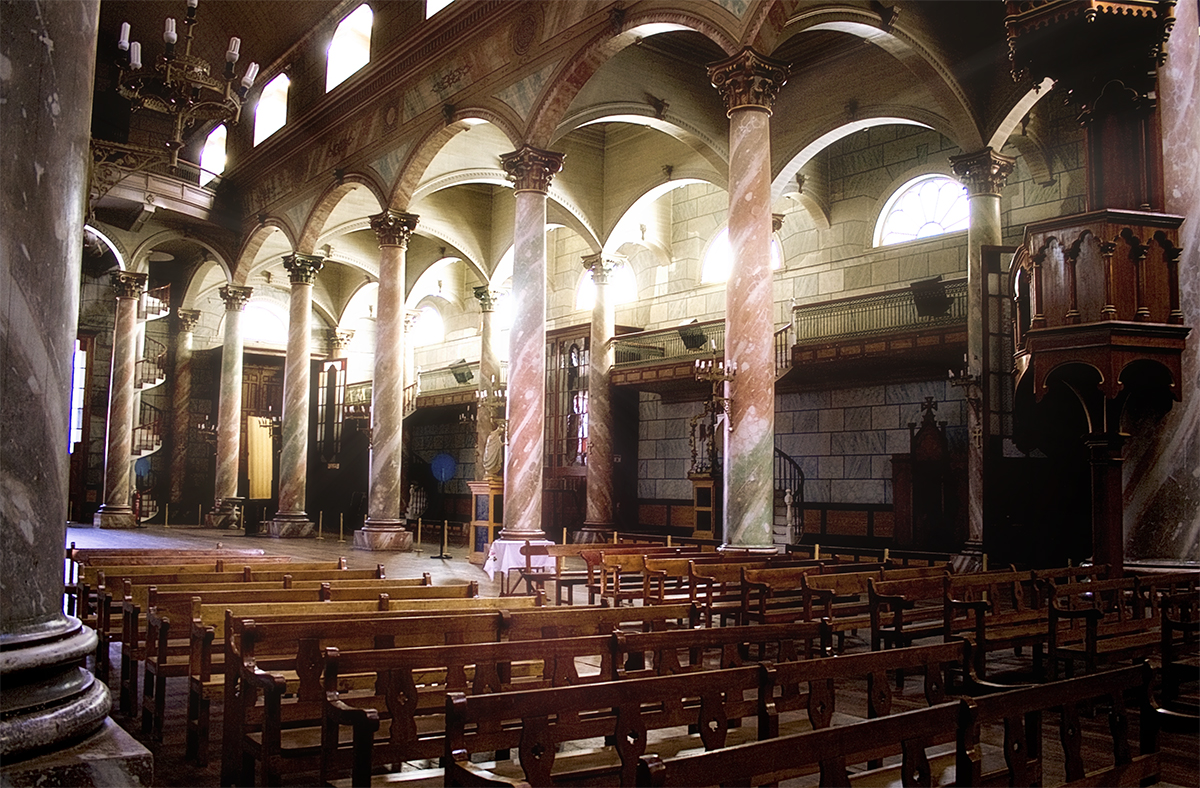
Innenraum

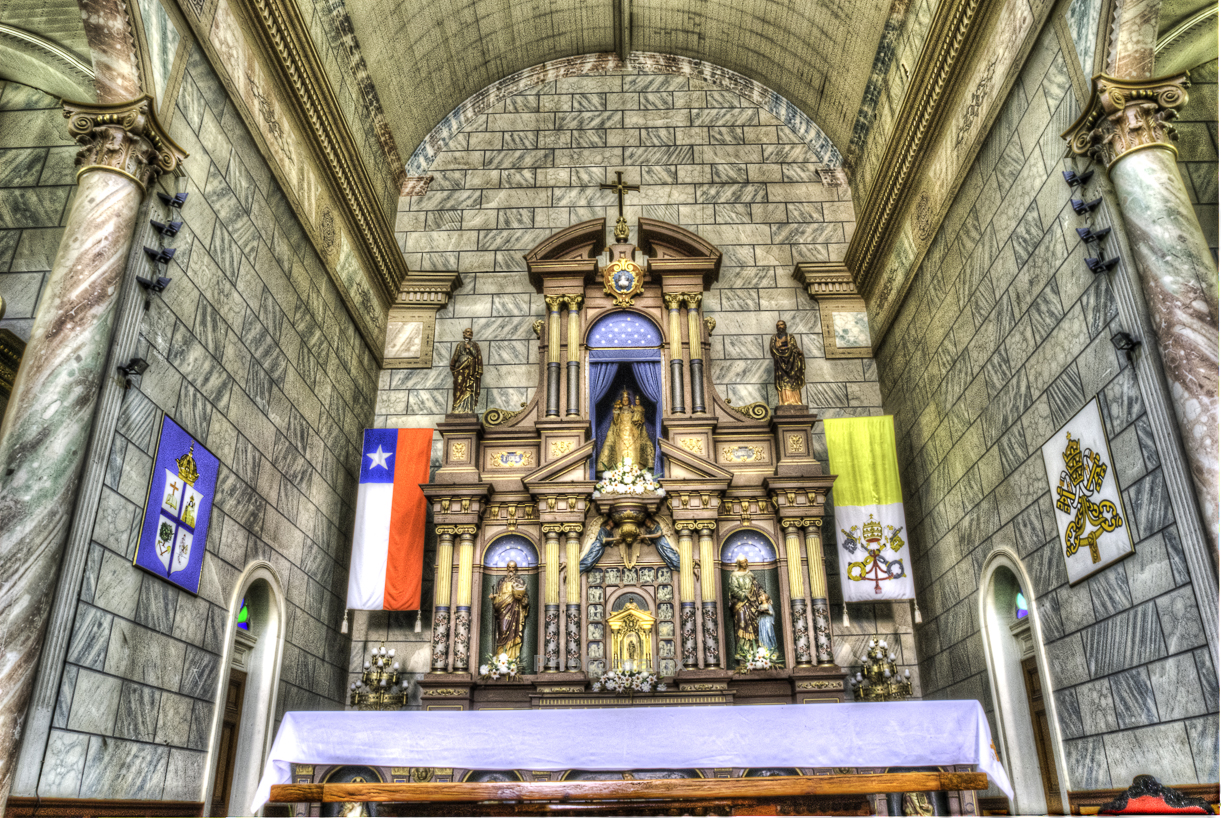
Altarraum

Die Große Kirche von Andacollo, auch bekannt als Rosenkranz-Basilika (spanisch Basílica Nuestra Señora del Rosario), ist die Hauptkirche in der chilenischen Stadt Andacollo in der Región de Coquimbo. Die Kirche des Erzbistums La Serena mit dem Patrozinium Unserer Lieben Frau vom Rosenkranz hat den Rang einer Basilica minor.

## Geschichte
Die Spanier brachten bei ihrer Ansiedlung in der Bergbauregion eine Marienstatue zur Verehrung der Jungfrau vom Rosenkranz erst nach La Serena, dann nach Andacollo. Hier verwob sich der Marienkult synkretistisch mit örtlichen Verehrungen und Tänzen. Nach einer ersten Kapelle von 1580 wurde hier im Jahre 1660 eine Pfarrkirche errichtet, um die Statue der Jungfrau Maria vom Rosenkranz von Andacollo zu präsentieren. Dieses Bildnis ging aber verloren und wurde 1676 durch eine Marienstatue aus Lima ersetzt, der Wunder zugesprochen werden und die bis heute verehrt wird. Nach Beschädigungen der Pfarrkirche durch wiederholte Erdbeben wurde diese am Ende des 18. Jahrhunderts ersetzt, dieser Bau wird heute als Alte Kirche von Andacollo bezeichnet und ist erhalten. Als sie für die wachsende Verehrung zu klein wurde, wurde 1869 durch den Bischof von La Serena, José Manuel Orrego Pizarro, der Bau einer zusätzlichen, bedeutenderen Kirche auf dem Grundstück der Bruderschaft Nta. Señora Rosario de Andacollo beschlossen. Diese wurde von 1873 bis 1893 mit Hilfe der einheimischen Bevölkerung errichtet, sie fertigten unter anderem die Lehmziegel. Verzögerungen entstanden durch die schwierige Anlieferung der Baumaterialien in den Gebirgsort. An der Kirchenweihe der Großen Kirche nahmen 8000 Gläubige teil. Die Marienstatue der Jungfrau von Andacollo wurde Weihnachten 1901 nach Genehmigung durch Papst Leo XIII. kanonisch gekrönt. Die Kirche wurde am 12. Januar 1981 zugleich mit der Alten Kirche von Andacollo unter Dekret Nr. 72 zum historischen Denkmal erklärt. Papst Johannes Paul II. verlieh der Kirche 1998 in ihrer Bedeutung als Wallfahrtskirche den Titel einer Basilica minor.

## Architektur
Die Marienkirche wurde vom italienischen Architekten Eusebio Chelli (1830–1890) im neobyzantinisch-neoromanischen Stil als sein Spätwerk entworfen, bevor er 1875 Chile verließ. Der Anblick der Kirche ist geprägt durch die rote Doppelturmfassade mit fünf Eingängen. Zwischen den 53 Meter hohen Glockentürmen mit vier verjüngenden Etagen erhebt sich ein dreieckiger Giebel. Die Konstruktion der Kirche wird durch Douglasienholz aus Kalifornien getragen, die Lehmziegel der Wände sind außen mit verzinkten Eisenblechen und innen mit Guayaquil-Holz verkleidet. Die fünfschiffige Kreuzkirche weist die Struktur einer Basilika auf. Die Tonnengewölbe werden durch 36 Säulen gestützt. Das Bauwerk hat eine Länge von 70 Metern und eine Breite von 30 Metern, die Vierungskuppel ragt über einem Tambour 45 Meter hoch. Das Fundament der Kirche hat eine Mächtigkeit von sechs Metern. Die Kirche ist seitlich mit großen Glasfenstern und zusätzlich durch die Kuppel beleuchtet. Der Hauptaltar stammt aus Paris. Auf dem Vorplatz können sich während des Festes der Jungfrau bis zu 10.000 Besucher versammeln.